# 유정호
유정호(1979년 10월 10일 ~ )는 대한민국의 배우이다.

## 학력
- 화곡고등학교 졸업
- 호서대학교 연극영화과

## 출연작

### 영화
- 《다음 소희》 (2023년) - 세이브팀 부장 역
- 《익스트림 페스티벌》 (2023년) - 김민성 팀장 역
- 《애타게 찾던 그대》 (2021년) - 유 형사 역
- 《방법: 재차의》 (2021년) - 특공대장 역
- 《이웃사촌》 (2020년) - 양 의원 역
- 《사냥의 시간》 (2020년) - 총포상 직원 역
- 《남산의 부장들》 (2020년) - 어둠속 남자 역
- 《해치지않아》 (2020년) - 태수 형 역
- 《호흡》 (2019년) - 승훈 역
- 《양자물리학》 (2019년) - 최지훈 체포형사 역
- 《타짜: 원 아이드 잭》 (2019년) - 선수 역
- 《난폭한 기록》 (2019년) - 이 형사 역
- 《깡패들》 (2019년) - 현철 역
- 《궁합》 (2018년) - 관상감 훈도 역
- 《그것만이 내 세상》 (2018년) - 복지관 선생님 역
- 《1987》 (2017년) - 연합통신 기자 역
- 《꾼》 (2017년) - 공장장 역
- 《프리즌》 (2017년) - 서기태 역
- 《플라이》 (2016년)
- 《아수라》 (2016년) - 유 수사관 역
- 《휘슬》 (2015년) - 우석 역
- 《히말라야》 (2015년) - 인사과장 역
- 《암살》 (2015년) - 헌병 전령 역
- 《강남 1970》 (2015년) - 영등포 중간보스 2 역
- 《국제시장》 (2014년) - 한국인 광부 3 역
- 《강철유리》 (2013년)
- 《더 엑스》 (2013년) - 보스수하 3 역
- 《감기》 (2013년) - 경계선소대장 (방역요원/군인) 역
- 《캐치미》 (2013년) - 취재기자 3 역
- 《친구 2》 (2013년) - 조봉재 부하 역
- 《밀월도 가는 길》 (2012년) - 병수 역
- 《변신 이야기》 (2011년) - 오성길 역
- 《모비딕》 (2011년) - 전화국 덩치 역
- 《실락원》 (2010년) - 호철 역
- 《꿈은 이루어진다》 (2010년) - 남측 수색대 9 역
- 《너와 나의 21세기》 (2009년) - 마트 매니저 역
- 《순지》 (2009년) - 종대 역
- 《어떤 개인 날》 (2009년) - 출판사 앞 행인 역
- 《전설의 케이》 (2008년)
- 《악의 꽃》 (2008년)
- 《모나리자 스마일》 (2008년)
- 《고고70》 (2008년) - 고고족 역
- 《울학교 이티》 (2008년) - 영어 김 역
- 《동생 찬 그녀》 (2007년) - 동생 역
- 《그녀들과 순이》 (2007년) - 병준 역

### 드라마
- 《가석방심사관 이한신》 (2024년, tvN) - 박희준 역
- 《링크:먹고 사랑하라, 죽이게》 (2022년, tvN) - 민철 역
- 《키스 식스 센스》 (2022년, 디즈니+) - 염경석 역
- 《소년심판》 (2022년, 넷플릭스) - 김형준 역
- 哲仁王后《철인왕후》 (2020년, tvN) - 담향이 아버지 역
- 愛的迫降《사랑의 불시착》 (2019년, tvN) - 국정원 김과장 역
- 《웰컴2라이프》 (2019년, MBC) - 조호영 역
- 《왓쳐》 (2019년, OCN) - 박정근 역
- 《크리미널 마인드》 (2017년, tvN) - 조석환의 환영 역
- 《실종느와르 M》 (2015년, OCN) - 오대영의 파트너형사 역
- 《블러드》 (2015년, KBS2)
- 《왕의 얼굴》 (2014년, KBS2)
- 《특수사건 전담반 TEN 2》 (2013년, OCN) - 나이트클럽 직원 역
- 《유령》 (2012년, SBS) - 기자 역
- 《애정만만세》 (2011년~2012년, MBC) - 군인 역
- 《별순검 시즌3》 (2010년, MBC 드라마넷)
- 《로드 넘버원》 (2010년, MBC) - 변대영 역